# Toys in the Attic
Toys in the Attic is een Amerikaanse dramafilm uit 1963 onder regie van George Roy Hill.

## Verhaal
Julian Berniers heeft problemen om zijn brood te verdienen, maar hij is ook te trots om geld aan te nemen van zijn rijke vrouw Lily. Hij is liever afhankelijk van zijn ongetrouwde zussen. Als de zaken voor Julian eindelijk beter gaan, raakt zijn leven uit evenwicht.

## Rolverdeling
| Acteur          | Personage           |
| --------------- | ------------------- |
| Dean Martin     | Julian Berniers     |
| Geraldine Page  | Carrie Berniers     |
| Yvette Mimieux  | Lily Prine Berniers |
| Wendy Hiller    | Anna Berniers       |
| Gene Tierney    | Albertine Prine     |
| Nan Martin      | Charlotte Warkins   |
| Larry Gates     | Cyrus Warkins       |
| Frank Silvera   | Henry Simpson       |
| Charles Lampkin | Gus                 |